# Agnese di Borbone-Dampierre
Agnese di Borbone-Dampierre (1237 – Lilla, settembre 1288) fu contessa consorte di Charolais, dal 1248 circa al 1266, dama di Borbone, dal 1262, e dal 1277 fu anche contessa consorte di Artois fino alla sua morte.

## Origine
Secondo la Histoire généalogique des ducs de Bourgogne de la maison de France, Agnese era la figlia secondogenita di Arcimbaldo IX, signore di Borbone, e della moglie, Iolanda di Châtillon-Nevers, erede delle contee di Nevers, Auxerre e Tonnerre, che, secondo la Histoire du Bourbonnais et des Bourbons qui l'ont possédé, Volume 1, era figlia di Guido II di Châtillon Saint-Pol, e Agnese di Donzy, erede delle contee di Nevers, d'Auxerre e di Tonnerre.
Arcimbaldo IX di Borbone, sia secondo la Histoire du Bourbonnais et des Bourbons qui l'ont possédé, Volume 1, che gli Etude sur la chronologie des sires de Bourbon, Xe-XIIIe siecles, era figlio del Signore di Borbone, Arcimbaldo VIII e di Beatrice di Montluçon, che, come ci viene confermato dalla Chronica Albrici Monachi Trium Fontium, era figlia di Arcimbaldo signore di Montluçon e di una figlia di Dreux di Mello Signore di Saint-Bris.

## Biografia
Nel 1237, lo stesso anno che suo padre, Arcimbaldo IX, con il duca di Borgogna, Ugo IV, aveva stipulato un contratto di matrimonio tra la sua figlia primogenita di Arcimbaldo, Matilde, erede della signoria di Borbone, e l'erede al ducato di Borgogna, Oddone, figlio di Ugo IV, entrambi ancora bambini, come appendiamo dalla Preuves de la généalogique des ducs de Bourgogne de la maison de France, Arcimbaldo stipulò, sempre con Ugo IV un contratto di matrimonio per Agnese ed il figlio secondogenito di Ugo, Giovanni di Borgogna. Dopo il 1248 fu celebrato il matrimonio tra Agnese ed il signore di Charolais, Giovanni di Borgogna,  che, come ci viene confermato nel testamento del padre, Ugo IV, del 1272, era il figlio secondogenito del Duca di Borgogna ed in seguito re titolare di Tessalonica, Ugo IV di Borgogna e della prima moglie, Iolanda di Dreux, che, come ci viene confermato dalla Chronica Albrici Monachi Trium Fontium, era figlia del conte di Dreux e di Braine, Roberto III e della moglie (come ci viene confermato dal documento n° LXXIX del Cartulaire du comté de Ponthieu), Eleonora, signora di Saint-Valéry, come appendiamo dalla Histoire généalogique des ducs de Bourgogne de la maison de France.
Nel 1248, suo padre, Arcimbaldo IX, aderì alla crociata del re di Francia, Luigi IX il Santo; prima di partire, Arcimbaldo fece testamento, in cui dichiarava sue eredi le figlie, Matilde e Agnese (Mahaut et Agnetem filias meas) e indicava gli esecutori testamentari, lo zio Guido di Dampierre ed il cognato (marito di sua sorella Beatrice), Béraud VII, signore di Mercoeur (dominum G. de Dampnapetra avunculum meum, et dominum Beraudum de Mercolio sororium meum), ai quali aveva affidato la figlia, Agnese, promessa in sposa a Giovanni di Borgogna; la copia del testamento e riportata nelle Preuves de l'Etude sur la chronologie des sires de Bourbon, Xe-XIIIe siecles.
In quello stesso anno, i suoi genitori Arcimbaldo e Iolanda, partirono al seguito di Luigi IX; la flotta fece tappa a Cipro dove avrebbe passato l'inverno, ma l'epidemia che colpì l'esercito, portò alla morte Arcimbaldo, che morì a Cipro il 15 gennaio 1249; sua madre, Iolanda sopravvisse e rientrò in Francia col corpo del marito.
Sua sorella, Matilde, succedette al padre nella Signoria di Borbone, come Matilde II, assieme al marito, Oddone di Borgogna-Nevers, che divenne signore consorte di Borbone.
Quando, tra il 1251 ed il 1252, morì sua madre, Iolanda, sua sorella, Matilde, divenne l'erede delle contee di Nevers, d'Auxerre e di Tonnerre, e alla morte della bisnonna, la contessa, Matilde I, nel (1257), divenne contessa di Nevers, Auxerre e Tonnerre, che governò assieme ad Oddone, che assunse il titolo di conte di Nevers, d'Auxerre e di Tonnerre.
Nel 1262, alla morte della sorella, Matilde, Agnese ereditò il Borbonese, divenendo dama di Borbone, mentre le contee di Nevers, Auxerre e Tonnerre, furono governate dal cognato Oddone, reggente per le figlie, Iolanda, Margherita, Alice e Giovanna.
Agnese rimase vedova nel 1268, infatti, il marito Giovanni morì, poco dopo aver fatto testamento.
Alcuni anni dopo essere rimasta vedova, Agnese, nel 1277, si risposò, in seconde nozze, con Roberto II d'Artois, figlio postumo di Roberto I e di Matilde del Brabante; entrambi i matrimoni di Agnese sono confermati dal Gesta Philippi Tertii Francorum Regis.
Agnese, nel 1278, fece testamento, e, nel mese di agosto modificò un codicillo.
Secondo la Histoire du Bourbonnais et des Bourbons qui l'ont possédé, Volume 1, Agnese morì, nel 1288, a Lilla e fu tumulata nel convento di Champaigue.
Nella signoria di Borbone le succedette la figlia Beatrice.

## Figli
A Giovanni Agnese diede una figlia::
- Beatrice[20] (1257-1310), che sposò nel 1272 Roberto di Francia, conte di Clermont, figlio del re di Francia Luigi IX il Santo, come ci viene confermato dal Gesta Philippi Tertii Francorum Regis[21]. Saranno i capostipiti della casata capetingia dei Borbone, che salirà al trono di Francia nel 1589 con Enrico III di Navarra.

A Roberto Agnese non diede figli.

## Ascendenza
|                                           |                                     |                                                | Genitori                                |  |  | Nonni |  |  | Bisnonni                       |  |  | Trisnonni                         |  |
|                                           |                                     |                                                |                                         |  |  |       |  |  | Guido II, signore di Dampierre |  |  | Guglielmo I, signore di Dampierre |  |
|                                           |                                     |                                                |                                         |  |  |       |  |  | Guido II, signore di Dampierre |  |  | Guglielmo I, signore di Dampierre |  |
|                                           |                                     | Ermengarda di Moncy                            |                                         |  |  |       |  |  | Guido II, signore di Dampierre |  |  |                                   |  |
| Arcimbaldo VIII, signore di Borbone       |                                     |                                                |                                         |  |  |       |  |  | Guido II, signore di Dampierre |  |  |                                   |  |
|                                           |                                     | Matilde I, signora di Borbone                  | Arcimbaldo di Borbone                   |  |  |       |  |  |                                |  |  |                                   |  |
|                                           |                                     | Matilde I, signora di Borbone                  | Arcimbaldo di Borbone                   |  |  |       |  |  |                                |  |  |                                   |  |
|                                           |                                     | Matilde I, signora di Borbone                  | Alice di Borgogna                       |  |  |       |  |  |                                |  |  |                                   |  |
| Arcimbaldo IX, signore di Borbone         |                                     | Matilde I, signora di Borbone                  |                                         |  |  |       |  |  |                                |  |  |                                   |  |
|                                           |                                     | Arcimbaldo, signore di Montluçon               | Guglielmo II, signore di Montluçon      |  |  |       |  |  |                                |  |  |                                   |  |
|                                           |                                     | Arcimbaldo, signore di Montluçon               | Guglielmo II, signore di Montluçon      |  |  |       |  |  |                                |  |  |                                   |  |
|                                           |                                     | Arcimbaldo, signore di Montluçon               | Beatrice                                |  |  |       |  |  |                                |  |  |                                   |  |
| Beatrice di Montluçon                     |                                     | Arcimbaldo, signore di Montluçon               |                                         |  |  |       |  |  |                                |  |  |                                   |  |
|                                           |                                     | N. di Mello                                    | Dreux di Mello, signore di Saint-Bris   |  |  |       |  |  |                                |  |  |                                   |  |
|                                           |                                     | N. di Mello                                    | Dreux di Mello, signore di Saint-Bris   |  |  |       |  |  |                                |  |  |                                   |  |
|                                           |                                     | N. di Mello                                    | …                                       |  |  |       |  |  |                                |  |  |                                   |  |
| Agnese, signora di Borbone                |                                     | N. di Mello                                    |                                         |  |  |       |  |  |                                |  |  |                                   |  |
|                                           | Gualtiero III, signore di Châtillon | Guido II, signore di Châtillon                 |                                         |  |  |       |  |  |                                |  |  |                                   |  |
|                                           | Gualtiero III, signore di Châtillon | Guido II, signore di Châtillon                 |                                         |  |  |       |  |  |                                |  |  |                                   |  |
|                                           | Gualtiero III, signore di Châtillon | Alice de Dreux                                 |                                         |  |  |       |  |  |                                |  |  |                                   |  |
| Guido II di Châtillon, conte di Saint-Pol | Gualtiero III, signore di Châtillon |                                                |                                         |  |  |       |  |  |                                |  |  |                                   |  |
|                                           |                                     | Elisabetta di Candavène, contessa di Saint-Pol | Ugo IV di Candavène, conte di Saint-Pol |  |  |       |  |  |                                |  |  |                                   |  |
|                                           |                                     | Elisabetta di Candavène, contessa di Saint-Pol | Ugo IV di Candavène, conte di Saint-Pol |  |  |       |  |  |                                |  |  |                                   |  |
|                                           |                                     | Elisabetta di Candavène, contessa di Saint-Pol | Iolanda di Hainaut                      |  |  |       |  |  |                                |  |  |                                   |  |
| Iolanda di Châtillon-Nevers               |                                     | Elisabetta di Candavène, contessa di Saint-Pol |                                         |  |  |       |  |  |                                |  |  |                                   |  |
|                                           |                                     | Erveo IV, barone di Donzy                      | Erveo III, barone di Donzy              |  |  |       |  |  |                                |  |  |                                   |  |
|                                           |                                     | Erveo IV, barone di Donzy                      | Erveo III, barone di Donzy              |  |  |       |  |  |                                |  |  |                                   |  |
|                                           |                                     | Erveo IV, barone di Donzy                      | Matilde di Gouët, signora di Montmirail |  |  |       |  |  |                                |  |  |                                   |  |
| Agnese II di Donzy, contessa di Nevers    |                                     | Erveo IV, barone di Donzy                      |                                         |  |  |       |  |  |                                |  |  |                                   |  |
|                                           |                                     | Matilde de Courtenay                           | Pietro II, signore di Courtenay         |  |  |       |  |  |                                |  |  |                                   |  |
|                                           |                                     | Matilde de Courtenay                           | Pietro II, signore di Courtenay         |  |  |       |  |  |                                |  |  |                                   |  |
|                                           |                                     | Matilde de Courtenay                           | Agnese I, contessa di Nevers            |  |  |       |  |  |                                |  |  |                                   |  |
|                                           |                                     | Matilde de Courtenay                           |                                         |  |  |       |  |  |                                |  |  |                                   |  |

### Fonti primarie
- (LA)  Monumenta Germaniae Historica, Scriptores, tomus XXIII.
- (LA)  (FR)  Etude sur la chronologie des sires de Bourbon, Xe-XIIIe siecles.
- (LA)  (FR)  Titres de la maison ducale de Bourbon, tome premier
- (LA)  Recueil des historiens des Gaules et de la France. Tome 20.
- (LA)  Cartulaire du comté de Ponthieu.

### Letteratura storiografica
- (FR)  Histoire généalogique des ducs de Bourgogne de la maison de France.
- (FR)  #ES Histoire du Bourbonnais et des Bourbons qui l'ont possédé, Volume 1.